# Dendrocoelopsis chattoni
Dendrocoelopsis chattoni is een platworm (Platyhelminthes). De worm is tweeslachtig. De soort leeft in of nabij zoet water.
Het geslacht Dendrocoelopsis, waarin de platworm wordt geplaatst, wordt tot de familie Dendrocoelidae gerekend. De wetenschappelijke naam van de soort werd, als Amyadenium chattoni, voor het eerst geldig gepubliceerd in 1949 door de Beauchamp.